# Explorer 1
Explorer 1 war der erste künstliche Erdsatellit der USA (1958) und weltweit der dritte nach den beiden Satelliten Sputnik 1 und 2 der Sowjetunion. In Medien wird der Start des Satelliten teilweise als „Amerikas Antwort auf den Sputnik-Schock“ bezeichnet.

## Geophysik und Raketentechnik
Explorer 1 war der erste Satellit des Explorer-Programms, welches das erste und zugleich umfangreichste Programm von Satelliten und Raumsonden der Vereinigten Staaten war. Die meisten von ihnen (über 80) waren äußerst erfolgreich und dienten zur Erforschung der Ionosphäre, der Erdkunde (Fernerkundung) und der Astronomie.
Der wissenschaftliche Anlass für Explorer 1 war die Polar- bzw. Ionosphärenforschung und das (erste) Internationale Geophysikalische Jahr 1957/58. Der Start war vom US-Präsidenten schon im Juli 1955 angekündigt worden (vier Tage darauf folgte eine ähnliche Ankündigung der Sowjetunion, die dann vor den USA den ersten Satelliten starteten).

Doch auch militärisch-technische Gründe spielten eine Rolle (Kalter Krieg, Interkontinentalraketen). 

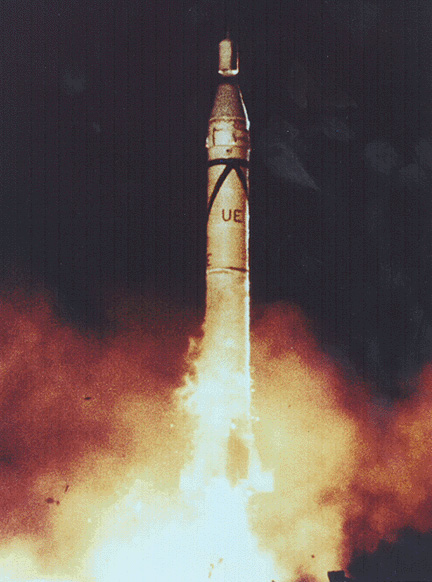
Start von Explorer 1 (Trägerrakete Juno-I)

### Explorer 1 als Ersatz für Vanguard
Der Start von Explorer 1 erfolgte am 1. Februar 1958 um 3:48 UTC (31. Januar um 22:48 Uhr Ortszeit) von Startrampe 26 der Cape Canaveral Air Force Station. Das Startfenster war vier Stunden, zwischen 3:30 UTC und 7:30 UTC, geöffnet.

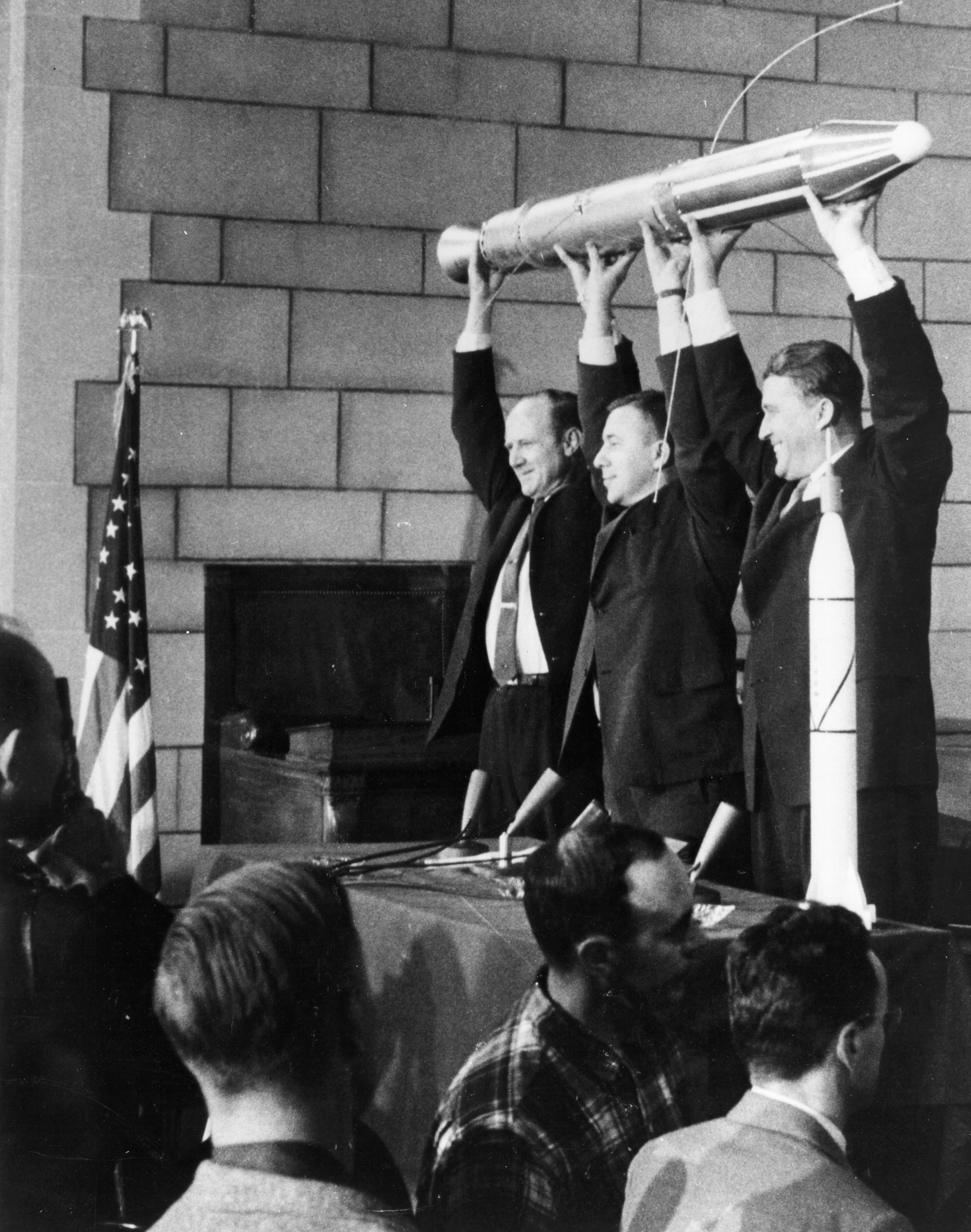
Nach dem erfolgreichen Start von Explorer 1 halten die Projektleiter ein Modell hoch: William H. Pickering, James A. Van Allen und Wernher von Braun

Ursprünglich sollte der Satellit bereits zwei Tage zuvor ins All gebracht werden – der Start musste wegen schlechter Wetterbedingungen (Jetstream) aber zweimal verschoben werden. Auch am Starttag war nicht sicher, ob die Windgeschwindigkeiten nachlassen würden.
Gestartet wurde Explorer 1 mit der vierstufigen Trägerrakete des Typs Juno I, einer leichten Modifizierung der Mittelstreckenrakete Jupiter C. Die Startrampe lag in der Nähe des Cape Canaveral auf der langen Halbinsel an der Atlantikküste von Florida.
Explorer 1 bestand aus einem 205 cm langen Zylinder mit einem Durchmesser von 16 cm und erreichte eine elliptische Umlaufbahn zwischen etwa 360 km und 2.530 km Höhe. Bei einer Gesamtmasse von 13,9 kg entfielen 8,3 kg auf die Nutzlast. Explorer 1 war mit Telemetrie-Antennen und geophysikalischen Messinstrumenten bestückt – u. a. jenen Magnetometern, mit denen der Van Allen-Strahlungsgürtel um die Erde nachgewiesen wurde.
Aus politischen Gründen sollte ursprünglich eine von der US-Navy gebaute Sonde – der kleine Vanguard 1 – der erste künstliche Satellit der USA werden. Nach dem Fehlstart am 6. Dezember 1957 (die dreistufige Trägerrakete war noch nicht getestet worden) wurde Wernher von Braun auf sein Drängen hin die Erlaubnis erteilt, einen Satelliten in die Erdumlaufbahn zu starten.
Explorer 1 war deutlich kleiner und leichter als der sowjetische Sputnik, lieferte jedoch zahlreiche Messdaten über die Ionosphäre, die auf einen Strahlungsgürtel (später Van-Allen-Gürtel benannt) rings um die Erde schließen ließen. Mit späteren Explorer-Starts wurde der Strahlungsgürtel – und ein außerhalb liegender zweiter – genauer erforscht und erwies sich als gefährlich für die bemannte Raumfahrt, deren Vorplanungen schon länger liefen.

### CalTech, von Braun und die V2
Planung und Bau des Satelliten erfolgte durch das Jet Propulsion Laboratory (JPL) des California Institute of Technology (Caltech unter William H. Pickering). Die Messinstrumente entwickelte James Van Allen, die Jupiter-Rakete war eine Modifikation der Mittelstreckenrakete vom Typ Redstone. Sie kam aus den Werkstätten der ABMA (Army Ballistic Missile Agency) unter Leitung des Raketenpioniers Wernher von Braun, der von 1937 bis 1945 als technischer Direktor der Heeresversuchsanstalt Peenemünde die erste funktionsfähige ballistische Rakete, das Aggregat 4 (A4, auch „V2“ genannt), entwickelt hatte. Die Jupiter-C war ein direkter „Nachkomme“ des deutschen A4 und wurde 1955–56 entwickelt.

### Langsames Absinken der Umlaufbahn
Im Laufe der Zeit sank die Bahn langsam wegen der Bremswirkung der obersten Luftschichten (Exosphäre) – im Durchschnitt um 30 km pro Jahr. Daraus konnte – wie auch bei den ersten sowjetischen Satelliten – schon 1958/59 das Modell der hohen Erdatmosphäre verbessert werden. Die bis dato angenommene Luftdichte war um ein Mehrfaches zu gering angesetzt worden. Nach 12 Jahren im All verglühte Explorer 1 am 31. März 1970 in etwa 100 km Höhe.

## Startverlauf
| Zeitpunkt (nach T+ 0) | Ereignis              |
| --------------------- | --------------------- |
| 0,0 s                 | Lift-Off              |
| 156,8 s               | Brennschluss 1. Stufe |
| 160,7 s               | Stufentrennung        |
| 394,4 s               | Zündung 2. Stufe      |
| 402,4 s               | Zündung 3. Stufe      |
| 410,4 s               | Zündung 4. Stufe      |
| 416,4 s               | Orbit erreicht        |